# 昆图斯·费边·皮克托尔
昆图斯·费边·皮克托尔（拉丁语：QVINTVS·FABIVS·C·F·C·N·PICTOR，前3世紀（约前254年）—?），古罗马历史学家；他是最早的拉丁历史学者和编年史作者。
昆图斯·费边·皮克托尔出身于罗马最显赫的贵族氏族之一的费边氏族。有关他的生平，现代学者所知甚少；只知道他是元老院成员之一，并可能担任过大祭司一职。前225年高卢人入侵意大利时，昆图斯·费边·皮克托尔已经是一名元老；而且我们知道他在第二次布匿战争爆发（前218年）之后仍然是元老之一。在罗马人于坎尼会战中惨败于汉尼拔之后，昆图斯·费边·皮克托尔被元老院派往希腊请示著名的德尔斐神谕。
昆图斯·费边·皮克托尔以希腊语写作。他的著作大部分已经散失，只保留下一些残片。他最主要的著作是《年鉴》，据说这是一部逐年讲述罗马历史的作品（但从现存的片段来看，并不能证明这是一部真正的编年史）。这部著作的记录时间始于传说中的特洛伊英雄埃涅阿斯抵达拉丁姆，结束于第二次布匿战争时期。昆图斯·费边·皮克托尔把战争完全归咎于迦太基一方，尤其是汉尼拔所属的巴卡家族；而对罗马人则尽是赞颂。
昆图斯·费边·皮克托尔是后来一些著名历史作者的重要史源，包括普鲁塔克、波利比阿、李维等等。在西塞罗的时代，他的作品被翻译成了拉丁文。

## 资料来源
- 苏联历史百科全书·人物卷，1961~1973